# Radosław (Basse-Silésie)
Pour les articles homonymes, voir Radosław (homonymie).
Radosław est une localité polonaise de la gmina et du powiat de Góra en voïvodie de Basse-Silésie.